# Thập Nhị Đàm
Thập Nhị Đàm - Mười hai cuộc trò chuyện (tiếng Trung: 十二谭; bính âm: Shi Er Tan) là một bộ phim cổ trang dân quốc huyền huyễn của Trung Quốc phát sóng năm 2021, được chuyển thể từ tiểu thuyết cùng tên của tác giả Ni La do hãng phim Đường Nhân và Youku hợp tác sản xuất. Thập Nhị Đàm khai máy ngày 21/10/2019 và đóng máy ngày 20/1/2020.
Ngày 24/03/2021, bộ phim được ấn định phát sóng độc quyền toàn mạng Youku vào ngày 27/03/2021.

## Nội dung
Thời Trung Hoa Dân Quốc, đại gia kim thạch Kim Tính Kiên tiếng tăm hiển hách vốn được hoá từ tảng đá Nữ Oa vá trời, tu luyện thành người đến nhân gian đã hàng ngàn năm. Ngài yêu Dạ Minh sâu sắc, vì muốn giúp Dạ Minh vượt qua lôi kiếp mà bắt đầu một chuyến hành trình kỳ ảo đi tìm "con dấu". Tình yêu và sự thù hận quấn lấy nhau hàng ngàn năm. Yêu quái lần lượt xuất hiện, từ đó mở ra các câu chuyện tình vừa hài hước vừa cảm động, vừa nhiệt huyết lại vừa ngọt ngào.

## Phân vai

### Nhân vật chính
| Diễn viên                                 | Vai diễn                 | Giới thiệu nhân vật |
| Cổ Lực Na Trát (古力娜扎)                 | Dạ Minh (夜明)           | Dạ Minh Châu, Thuộc tính: Yêu tinh Tu vi: 2000 năm Sự biến đổi của các vì sao trong vũ trụ. Ngàn năm trước, cô vốn là một ngôi sao trên bầu trời, mang trong mình khí chất tao nhã thoát tục nhưng không vì vậy mà mất đi vẻ quyến rũ. Cô ngưỡng mộ tình yêu trần gian, vì để thoát khỏi sự cô độc của vũ trụ tăm tối mà tu luyện thành Dạ Minh châu rồi giáng thế. Dạ Minh siêu phàm thanh thoát, hành động linh hoạt như thần. Vì đã tu luyện hơn ngàn năm nên cứ mỗi thiên niên kỷ sẽ phải trải qua lôi kiếp. Trong trận lôi kiếp đầu tiên, cô đã ẩn mình trong núi, cầu xin các vị thần che chắn cho mình và thoát được. Từ đó xuất hiện ở nơi trần thế, ngày ngày hi vọng được sống thật tự do nhàn hạ. Dù đã làm người cả ngàn năm nhưng cuộc sống của cô cực kì hỗn loạn, đặc biệt là tình yêu. Dạ Minh ỷ mình pháp lực vô biên mà nghịch thiên cải mệnh, mang tặng nửa viên Dạ Minh châu cho Vu Thiếu Bạch. Do đó nguyên thần hai người gắn kết với nhau, không thể tách rời. Vu Thiếu Bạch vì vậy mà gây hại nhân gia, khiến sinh linh lầm than. Biết rằng bản thân đã phạm sai lầm lớn nên quyết định tự sát nhưng không thành. Sau đó cô bị Kim Tính Kiên xoá hết kí ức về Vu Thiếu Bạch. 10 năm sau, Dạ Minh được hồi sinh thức tỉnh, phát hiện mình bị giam cầm và mất hết kí ức về tình nhân. Trong lòng luôn căm giận và hiểu lầm Kim Tính Kiên vì đã sát hại bạn bè của mình. Sau đó cô trốn ra khỏi Hoạ Tuyết Trai, đi tìm bí ẩn về kí ức bị mất. Cô truy lùng những tin tức về Vu Thiếu Bạch và giải thoát hắn khỏi bức hoạ. Nghĩ rằng có thể quay về cuộc sống như trước kia nhưng cô lại không cảm nhận được tình yêu đối với hắn, trải qua loạt biến cố dần nhận ra thứ mà cô tìm kiếm bấy lâu lại là cái bẫy nham hiểm. Trở về với cuộc sống thực tại, cô cùng Kim Tính Kiên hoá giải được khuất mắt khiến cô trân trọng anh hơn. Vì để lấy lại ấn chương cuối cùng trong tay Huyết Bức Vương mà cô đã hi sinh nửa viên ngọc còn lại. Kim Tính Kiên cùng Liên Huyền giết chết hắn đồng thời đoạt lại được nguyên vẹn Dạ Minh châu, cứu Dạ Minh tỉnh lại. Những tưởng sóng gió đã qua đi, hai người lại có thể bên nhau nhưng cô lại phải tiếp tục đối mặt với sinh tử đang gần kề. Trong trận lôi kiếp thứ hai, Kim Tính Kiên hi sinh để bảo vệ cô. Sự đau khổ tuyệt vọng của Dạ Minh trong khe núi cùng những năm tháng đợi chờ người trở lại cũng đã đặt dấu chấm hết cho câu chuyện tình ngàn năm vừa ngọt ngào chung thủy nhưng đầy bi kịch, xót xa. |
| Lưu Dĩ Hào (刘以豪)                       | Kim Tính Kiên (金性坚)   | Thạch (Đá), Thuộc tính: Thần Kim Tính Kiên được hoá thành từ một hòn đá mà Nữ Oa vá trời mang trong mình sức mạnh của thần. Xuất hiện với khuôn mặt lạnh lùng và nổi tiếng là kiên quyết trong mọi tình huống, luôn nỗ lực làm đủ mọi cách để sống sót. Trải qua các câu chuyện để tìm lại những con dấu bị thất lạc. Trái ngược với vẻ bề ngoài lạnh lùng, Kim Tính Kiên có trái tim mềm mại, vững chãi và ấm áp. Vì tình yêu mà Kim Tính Kiên có thể chờ đợi hàng thiên niên kỉ chỉ để được ở bên Dạ Minh. |
| Cốc Gia Thành Khách mời đặc biệt (谷嘉诚) | Liên Huyền (莲玄)        | Pháp sư diệt yêu Bề ngoài là một pháp sư diệt yêu trông rất nghiêm túc nhưng cũng rất cẩu thả, tính tình ương ngạnh nhưng lại rất dễ thương, thường bị Tiểu Thanh trêu ghẹo. Mãi kiên trì với đạo lí người và yêu không chung đường. Luôn muốn giết chết Dạ Minh. |
| Lưu Sướng (刘畅)                          | Vu Thiếu Bạch (于少白)   | Huyết Bức (Vương), Thuộc tính: Yêu tinh Tu vi: 1000 năm Vốn dĩ là một người phàm đã chết nhưng được Dạ Minh phục sinh nhờ nửa viên Dạ Minh châu, sau đó hắn nuốt chửng Huyết Bức Vương ngàn năm và đi vào con đường yêu đạo. Hắn luôn khao khát và thèm muốn dấu vết thần lực duy nhất trong cơ thể của Dạ Minh. Tình yêu dành cho Dạ Minh chỉ là thứ mang tính lợi dụng. |
| Châu Tuấn Vỹ (周峻纬)                     | Diệp Thanh Xuân (叶青春) | Chủ cửa hàng may/Nhà thiết kế Là người có tính cách ngay thẳng. Anh ấy cực kỳ dễ thương, am hiểu các phép tắc xã giao của Trung Quốc và phương Tây. Là một nghệ thuật gia tài ba, anh ấy luôn theo đuổi chủ nghĩa hoàn hảo và được rất nhiều phụ nữ yêu thích. |
| Trần Vũ Tư (陈雨锶)                       | Diệp Lệ Na (叶丽娜)      | Sinh viên Em gái của Diệp Thanh Xuân. Một nàng tiểu thư có tính cách kỳ quặc nhưng lại tràn đầy sức sống. Sau khi gặp mặt Kim Tính Kiên đã lập tức ngưỡng mộ. Từ đó mạnh mẽ tham gia vào cuộc sống tẻ nhạt và đem lại cho anh ấy sự ấm áp, hạnh phúc. Sau đó nhận ra được chân tình mà Kim Tính Kiên dành cho Dạ Minh, cô quyết định từ bỏ và xem anh như anh trai. |
| Dương Chi Doanh (杨之楹)                  | Tiểu Thanh (小青)        | Tiểu Thanh Trùng, Thuộc tính: Yêu Tinh Tu vi: 200 năm Tính cách hoạt bát, đáng yêu, can đảm và chủ động trong chuyện tình cảm. Đối với Liên Huyền hết sức tận tâm. |

### Đơn vị đóng chính
| Diễn viên                  | Vai diễn                            | Giới thiệu nhân vật |
| Đặng Ân Hi (邓恩熙)        | Tiểu Ngư (小鱼)                     | Ngư (Cá), Thuộc tính: Yêu tinh Tu vi: 200 năm Trải qua hơn 200 năm tu hành để trở thành người, tiểu Ngư xuất hiện ở nơi trần thế và gặp được Bạch Ngọc Thư. Sau đó cả hai dành cho nhau tình cảm và định lập nên cuộc sống tương lai thì biến cố xảy đến, tiểu Ngư vì bảo vệ cho Bạch mà bị đạn bắn trúng. Cô được đưa đến Hoạ Tuyết Trai nhờ Kim Tính Kiên cứu sống nhưng cái giả phải trả là nửa viên nội đan. Tuy nhiên điều này chỉ giúp cô sống sót và trở lại hình dạng ban đầu. |
| Trần Triết Viễn (陈哲远)   | Bạch Ngọc Thư (白玉书)              | Tiểu thiếu gia nghề khuân vác Khi Ngọc Thư bị bắt nạt, Tiểu Ngư xuất hiện giúp anh giải vây. Trong quá trình đó họ tìm hiểu lẫn nhau và quyết định tiến tới cuộc sống sau này. Không may loài người biết được bí mật Ngư tinh, tiểu Ngư bị thương nặng phải cầu cứu Kim Tính Kiên. Tuy được sống lại nhưng cô chỉ ở hình dạng một con cá và Bạch Ngọc Thư một lòng đợi cô. |
| Trịnh Long (郑龙)          | Côn Ca (鲲哥)                       | |
| Nhậm Vũ Manh (任雨萌)      | Ngưu Trân Ni (牛珍妮)               | Sinh viên |
| Lý Vực (李彧)              | Hồng Đậu Tương Tư Quân (红豆相思君) | Táo Hạch (Hạt táo), Thuộc tính: Yêu tinh Tu vi: 500 năm Nguyên hình là hạt táo tu luyện thành, lấy cắp một ấn chương của Kim Tính Kiên để gia tăng pháp lực bằng việc hút tinh khí của thiện nam oán nữ. Sau cùng bị Kim thu phục và tha mạng. |
| Đinh Kiều (丁桥)           | Giai Bối Lặc (佳贝勒)               | Quý tộc suy vong Bạn tốt của Kim Tính Kiên. Đem lòng yêu thích Bạch Y và bị xoá hết kí ức khi cô qua đời. |
| Từ Mộc Thuyền (徐沐婵)     | Bạch Y (白衣)                       | Bạch Y (Chuột bạch), Thuộc tính: Yêu tinh Tu vi: 200 năm Tính cách ngây thơ mù mờ, thích ăn đồ ngọt. Trăm năm trước được Dạ Minh giải cứu khỏi Độc Xà mà ghi nhớ ân tình. Để trả ơn cứu mạng khi xưa, tiểu Bạch tìm cách giúp Dạ Minh thoát khỏi nơi giam giữ nhưng lại bị Liên Huyền hiểu lầm và ra tay giết cô. Đến lúc chết, cô đã tự xoá hết mọi kí ức của người mình yêu - Giai Bối Lặc.                                                                                          |
| Biên Trình (边程)          | Tiểu Hổ (叶小虎)                    | Miêu (Mèo), Thuộc tính: Yêu tinh Tu vi: 100 năm Cậu ấy là tiểu yêu rất nhanh nhẹn, thích ăn thịt sống. Cơ duyên trùng hợp nhờ vào ấn chương của Kim Tính Kiên để gia tăng pháp lực trong quá trình tu luyện thành hình người, tìm kiếm Diệp Thanh Xuân và bắt đầu hành trình báo đáp. |
| Triệu Thuận Nhiên (赵顺然) | Ân Thanh (殷清)                     | Huyết Bức (Ma cà rồng), Thuộc tính: Yêu tinh Tu vi: 300 năm Yêu quý nhân loại, yêu thích Tiểu Đào, không muốn hút máu người nên yêu khí cực kì yếu ớt. Đến trần giới để du lịch trong vài kiếp chỉ để tránh sự truy lùng của người anh trai. |
| Chương Lạc Vận (章乐韵)    | Tiểu Đào (小桃)                     | Ca nữ Yêu thích Ân Thanh |
| An Hổ (安琥)               | Đoàn tư lệnh (段司令)               | Quân phiệt |
| Uông Dương (汪洋)          | A Loan (阿弯)                       | Xà (Rắn), Thuộc tính: Yêu tinh Tu vi: 100 năm Trong quá trình tu luyện gặp nạn đã được Kim Tính Kiên giúp đỡ, nhờ vào ân chương mà gia tăng pháp lực trở thành hình người, từ đó tiến vào thế giới loài người. |
| Lưu Dục Hàm (刘昱晗)       | Lộ Cẩn Chi (路谨之)                 | Sĩ quan Đem lòng yêu thương A Cửu. |
| Cảnh Như Dương (景如洋)    | Bạch A Cửu (白阿九)                 | Cửu Vĩ Hồ (Cáo chín đuôi), Thuộc tính: Yêu tinh Tu vi: 100 năm Nhờ vào việc kế thừa từ phụ mẫu là Cữu Vĩ Hồ nên tu vi trăm năm có thể trở thành hình dạng con người. Gặp gỡ và yêu thích Lộ Cẩn Chi, vì bảo vệ người mình yêu mà cô hi sinh nội đan chính mình. |
| Ngụy Triết Minh (魏哲鸣)   | Mộng Mạc (梦貘)                     | Thượng cổ thần thú, Thuộc tính: Yêu tinh Kiếm thức ăn bằng cách hút giấc mơ của con người, giúp Dạ Minh tìm lại kí ức bị mất. |
| Trương Kiều Nhĩ (张乔耳)   | Lục Thiên Kiều (陆天娇)             | Sinh viên |

### Nhân vật khác
| Diễn viên         | Vai diễn                | Giới thiệu nhân vật |
| Trương Lôi (张雷) | Bạch Kim Cương (白金刚) |                     |

## Nhạc phim
| STT | Nhan đề                                       | Ca sĩ                      | Thời lượng |
| --- | --------------------------------------------- | -------------------------- | ---------- |
| 1.  | "Lắng nghe trái tim (且听心说)" (Nhạc chủ đề) | Châu Bút Sướng             |            |
| 2.  | "Gió nhẹ thổi (微风吹)"                       | Triệu Lỗi (RISE)           |            |
| 3.  | "Tri mệnh （知命）"                           | Dư Giai Vận Hồng Nhất Nặc  |            |
| 4.  | "Gió nhẹ thổi (微风吹)"                       | Lý Tử Đình                 |            |
| 5.  | "Tri mệnh (知命）"                            | Cổ Lực Na Trát Dư Giai Vận |            |